# Cavalier-flèche
 (mars 2025).
Motif : aucune source, aucun interwiki, je ne trouve rien avec ce nom sur internet. Il y a déjà Örtöö sur le sujet, et aucun interwiki n'utilise un nom similaire à cavalier-flèche.
- Archive Wikiwix
- Bing
- Cairn
- DuckDuckGo
- E. Universalis
- Gallica
- Google
- G. Books
- G. News
- G. Scholar
- Persée
- Qwant
- (zh) Baidu
- (ru) Yandex
- (wd) trouver des œuvres sur Wikidata

| 1. | Préciser le motif de la pose du bandeau. | Précisez le motif de la pose du bandeau en utilisant la syntaxe suivante : {{admissibilité à vérifier\|date=avril 2025\|motif=remplacez ce texte par le motif}}                      |
| 2. | Informer les utilisateurs concernés.     | Pensez à avertir le créateur de l'article, par exemple, en insérant le code ci-dessous sur sa page de discussion : {{subst:avertissement admissibilité à vérifier\|Cavalier-flèche}} |

Les cavaliers-flèches sont un élément essentiel de l’armée mongole à l’époque de Gengis Khan et de ses successeurs, en assurant la transmission des messages de tout type dans les vastes étendues dominées par les Mongols, à la vitesse moyenne de 1 400 à 1 800 km par semaine (sauf l’hiver ou en terrain accidenté).
Pour réaliser ces performances records, ils dorment et mangent en selle. Ils ont le droit de réquisitionner les chevaux dont ils ont besoin, y compris le meilleur cheval du plus haut gradé mongol qu’ils croisent. Leurs chevaux ont un harnachement pourvu de clochettes, qui avertit les voyageurs de se mettre sur le côté de la route, afin de leur laisser le passage libre.
Enfin, ces hommes choisis parmi les plus endurants portent un équipement leur facilitant la tâche, comme des bandes soutenant les reins ou la tête.
L’importance de ce système de communications à grande distance était telle qu’il était confié à un oerleuk (sorte de maréchal).